# 史都華·韓德勒
史都華·韓德勒（英語：Stewart Hendler，1978年2月22日—）是一名美國男導演、製片人和視覺特效師。較知名的作品如電影《惡靈再生》（2007年）和《女生殺人宿舍》（2009年）。
他執導的電影《鋼鐵麥斯》2016年在美國上映，改編自美泰兒旗下的同名玩具。

## 早期生活
韓德勒出生於加利福尼亞州，且為南加州大學電影電視科的2001年畢業生。

## 作品列表

### 電影
- 2007：《惡靈再生》-導演
- 2009：《女生殺人宿舍》-導演
- 2016：《鋼鐵麥斯》-導演

### 電視
- 2011–2013：《H+人類改造》-導演、執行製片人（網路劇）
- 2012：《最後一戰4：航向黎明》-導演（網路迷你劇）
- 2016：《Live to Tell》-監製（紀錄片）
- 2016：《Breakwater》-執行製片人

## 外部連結
- 史都華·韓德勒在互联网电影资料库（IMDb）上的資料（英文）